# Анджело Родафинос
Д-р Анджело Родафинос (на гръцки: Άγγελος Ροδαφηνός; на английски: Angelos Rodafinos) е гръцки психолог, преподавател и писател, автор на хумористичната книга „Идиотите са непобедими“.

## Биография и творчество
Анджело (Ангелос) Родафинос е роден на 10 август 1964 г. в Бер, Гърция, (според някои източници в Сорун) в семейството на Никос Каисидис и Лица Дусопулу. Израства в Солун. Първоначално учи в Училището по военноморска архитектура и морско инженерство в Националния технически университет в Атина и получава бакалавърска степен по физическо възпитание, но поради любовта си към спорта завършва физически и спортни науки в Солунския университет „Аристотел“ и получава през 1983 г. бакалавърска степен по физическо възпитание и през 1987 г. допълнителна диплома по журналистика. Печели стипендия за следдипломна квалификация по спортна психология и педагогика, в „Итака Колидж“ в Итака, където през 1990 г. получава магистърска степен.
След дипломирането си в периода 1992-1993 г. работи като лектор в Технологичния университет в Сидни. През 1994 г. палучава и докторска степен по философия в психологията от катедрата по психология на Университета на Уулонгонг, Нов Южен Уелс. Завръща се в Гърция и в периода 1994-1999 г. работи като асистент в Американския колеж в Солун и директор на консултантския център към него в периода 1997-1999 г. В периода 1998-1999 г. е и гостуващ преподавател в Технологичния институт. В периода 1999-2000 г. е старши преподавател в „Градски либерални изследвания“, като в периода 1998-2000 г. е преподавател в Педагогическия институт, в периода 1994-2000 г. е професионален лектор и консултант.
От 2000 до 2012 г. е ръководител на катедрата по психология на „Сити Коледж“ към Международния факултет на Университета в Шефилд. В периода 2012-2015 г. е програмен директор по социални науки на програмата „Swinburne Online“ на Технологичния университет „Суинбърн“ в Мелбърн. От 2016 г. е ръководител на програмата за обучение и изследвания в Университета „Монаш“ в Мелбърн. Той е консултант по висше образование и водещ докладчик, участващ в семинари по приложна психология. Автор е на повече от 40 научни статии, свързани със стреса и справянето, мотивацията и постиженията, в академичните списания, както и на редица статии в популярни списания.
Член е на Американската психологическа асоциация, на Британското психологическо дружество, ина Асоциация на гръцките психолози.
Първата му книга „Prince to Frog ... and vice versa“ (От принц до жаба.. и обратно) е публикувана на гръцки език през 2000 г. Става известен с книгата си „Идиотите са непобедими“ от 2005 г., която разглежда с хумор проблемите на стреса и решаването на личните психологически проблеми.
Анджело Родафинос живее в Мелбърн.

## Произведения
- Prince to Frog ... and vice versa. Applied psychological techniques to change yourself – or others (2000)
- Idiots are invincible: The fool-proof ‘Ro’ method to deal with stress, solve problems, and enjoy the process! (2005)
Идиотите са непобедими.... и винаги успяват да ни съсипят деня, изд.: ИК „Кибеа“, София (2015), прев. Станислава Миланова